# 通世泰駅
通世泰駅（つうせいたい-えき）は中華人民共和国遼寧省大連市金州区に位置する大連地下鉄3号線（支線）の駅である。

## 駅構造
- 相対式ホーム2面2線を有する高架駅。

## 駅周辺
- 大連通世泰建材 - トステムの子会社。

## 歴史
- 2008年12月28日 - 開業。

## 隣の駅
大連公交客運集団有限公司
■大連地下鉄3号線（支線）
開発区駅 - 通世泰駅 - 鴻瑋瀾山駅